# Ocimum gratissimum
Ocimum gratissimum is een plantensoort uit de lipbloemenfamilie.

## Verspreiding
De soort komt voor in Afrika, op Madagaskar, in Zuid-Azië en in de Bismarck-archipel. Verder is de soort ingeburgerd in Polynesië, Hawaï, Mexico, Panama, het Caribisch Gebied, Brazilië en Bolivia.

## Gebruik
Uit de bladeren en stengels wordt een etherische olie gewonnen, die eugenol bevat. De olie heeft een donkergele tot oranjegele kleur en een warme kruidige geur.
Zowel de plant als de olie wordt verwerkt in traditionele medicijnen, met name in Afrika en India. Op  Sumatra wordt van de bladeren een thee gemaakt en in Thailand worden de bladeren gebruikt als aroma. Verder wordt de soort in Indonesië  geplant op begraafplaatsen en wordt de etherische olie gebruikt bij rituele wassingen van lijken. In India wordt de plant gebruikt bij religieuze ceremonies en rituelen.
Op Madagaskar wordt de soort romba genoemd. De plant levert daar een balsem op, met een gemengde geur van kruidnagel en kaneel.